# Auguste Bock

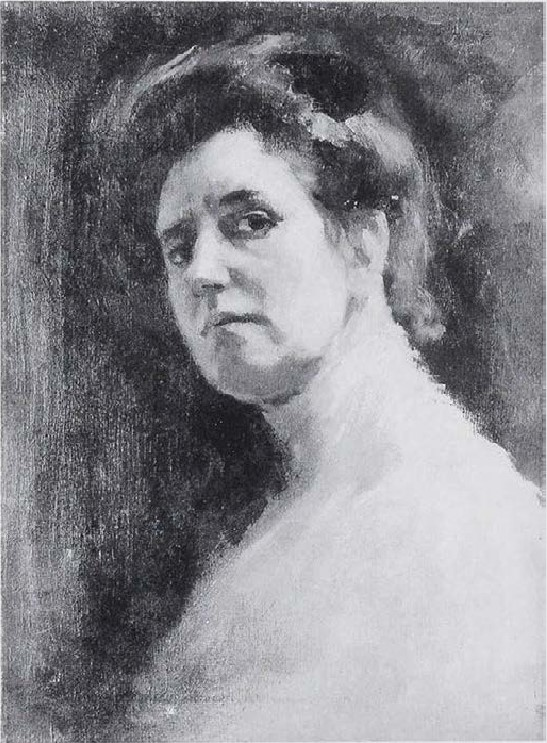
Selbstbildnis der Künstlerin (um 1900),
in der Landesgalerie des Niedersächsischen Landesmuseums Hannover

Auguste Bock (geboren 1857; gestorben 5. Februar 1917 in Hannover) war eine deutsche Kinderbildnis-, Genre- und Porträtmalerin.

## Leben und Werk
Über Auguste Bocks Familie, ihre frühen Jahre und ihre Ausbildung zur Malerin ist kaum etwas bekannt. Gemeinsam mit ihrer Schwester Amalie, die auf Landschaftsmalerei spezialisiert war, unterhielt Auguste Bock, die das Fach Porträt- und Genremalerei vertrat, eine Malschule im Haus Krausenstraße 21 in der Südstadt von Hannover, wo beide an jedem Werktag nachmittags auch jeweils zwei Büro- und Sprechstunden anboten. Später führte sie die Malschule alleine weiter.
Mit ihrer Schwester Amalie und der Künstlerin Ida von Kortzfleisch sowie den Malern Rudolf Hermanns und Heinrich Mittag entwarf Auguste Bock anlässlich einer Wohltätigkeitsveranstaltung zu Gunsten des Clementinen-Hauses in Hannover zehn Lebende Bilder.
Ab 16. November 1897 wurde Auguste Bock bei der von Rudolf von Bennigsen eröffneten Weihnachtsausstellung des Kunstvereins Hannover genannt als einer der „bekannten und voll bewährten Namen […] der hervorragenderen“ Künstler in einer Reihe mit Malern wie Hermann Schaper, Fritz Brauer, Rudolf Hermanns, Ernst Jordan, Gustav Koken und Paul Koken, Heinrich Mittag, Otto Rauth, August Voigt-Fölger und Oscar Wichtendahl.
Fast jedes Jahr zeigte Auguste Bock ihre Werke auf den Frühjahrs- und Herbstausstellungen Niedersächsischer Künstler. In einer Besprechung der 66. Ausstellung des Kunstvereins Hannover wurden die gezeigten Porträtmalereien der ausstellenden Künstler – neben anderem prominenten Malern ausdrücklich Auguste Bock – als „künstlerisch hervorragend […] in seltenem Maße“ bezeichnet.
Ebenfalls im Jahr 1898 war Bock mit zwei Pastell-Gemälden auf der Großen Berliner Kunst-Ausstellung vertreten. Die Bilder mit den Titeln Kinderbildniss und Bildniss der Frau Oberst v. Pfuel geb. Gräfin Groeben – ein Porträt der Gräfin Anna von der Groeben, Ehefrau des Obersten Curt von Pfuel – wurden in der von dem Berliner Kunsthistoriker Georg Galland herausgegebenen Kunstzeitschrift Die Kunst-Halle mit folgenden Worten beschrieben: „Aus Hannover stammen auch zwei Bildnißarbeiten von Auguste Bock, Proben einer souverän beherrschten Pastell-Technik nicht nur, sondern beide Bilder auch durch feine Charakteristik fesselnd: der reizende blonde Backfisch in grünem Winterkostüm und die dunkeläugige sinnend blickende Frau Oberst v. Pfuel.“
Auf einer Kunstausstellung im Kunstverein Kassel wurde 1906 Bocks „reifes, abgeklärtes Talent“ für ihre gezeigten Pastell- und Tuschzeichnungen hervorgehoben. Ihre dort vorgestellten „Typen aus dem Volksleben“ wurden als „vortrefflich“ bezeichnet, ihre Rötelzeichnung mit dem Profil eines jungen Mädchens als „vornehm künstlerisch“.
Auguste Bock war Mitglied der Allgemeinen Deutschen Kunstgenossenschaft (ADKG). Auf der 1909 von der A.D.K.G. gemeinsam mit dem Kunstverein Hannover gezeigten Herbstausstellung niedersächsischer Künstler wurde Bocks Gemälde Weinlese verkauft. Auf der ebenfalls von der ADKG und dem Kunstverein Hannover veranstalteten Herbstausstellung des Folgejahres 1910 wurde ein Bildnis Bocks für eine anschließende Verlosung angekauft.
1911 beschickte Bock gemeinsam mit anderen Künstlern der hannoverschen Ortsgruppe der ADKG die Ende Oktober des Jahres vom Nassauischen Kunstverein organisierte Ausstellung im Museum Wiesbaden.

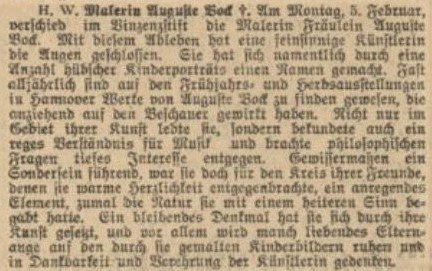
Nachruf im Hannoverschen Courier, Ausgabe vom 8. Februar 1917

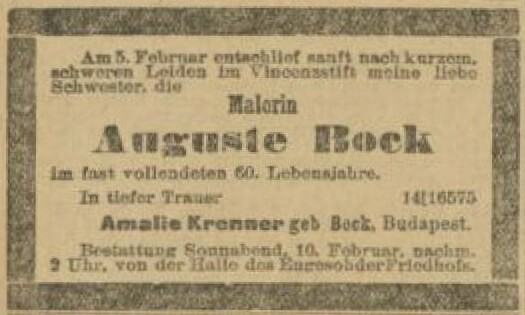
Todesanzeige im Hannoverschen Courier, Ausgabe vom 8. Februar 1917

Auguste Bock blieb unverheiratet. In der Zeit des Deutschen Kaiserreichs erarbeitete sich die Künstlerin selbständig ihren Lebensunterhalt. Nach Einzelaufträgen für Porträts beispielsweise aus dem Kreis des Adels, vor allem aber mit ihren zahlreichen, an der Realität orientierten Bildern von Kindern, die sie vielfach auch im privaten Auftrag von deren Eltern schuf, hatte sie sich einen bleibenden Namen erworben.
Sie starb am 5. Februar 1917 „im fast vollendeten 60. Lebensjahre“ im Vinzenzstift Hannover und fand ihre letzte Ruhestätte auf dem Engesohder Friedhof. Wenige Tage nach ihrem Tod erschien in der Tageszeitung Hannoverscher Courier am 8. Februar 1917 eine Todesanzeige und ein kurzer Nachruf.

## Weitere bekannte Werke
- Die Landesgalerie des Niedersächsischen Landesmuseums Hannover besitzt ein Selbstbildnis der Künstlerin, Ölgemälde auf Leinwand in den Maßen 55,5 × 40 cm,[17] das spätestens 1930 in die Museumssammlung aufgenommen wurde.[18]